# The Best of OMD
The Best of OMD – pierwszy album kompilacyjny angielskiego zespołu Orchestral Manoeuvres in the Dark wydany 12 marca 1988 z okazji dziesięciolecia istnienia zespołu. Płyta odniosła duży sukces w rodzimym kraju. Wydawnictwo uzupełnia kaseta VHS z teledyskami do niektórych piosenek.

## Lista utworów

### winylikaseta magnetofonowa
strona 1
1. "Electricity" - 3:30
2. "Messages" - 4:44
3. "Enola Gay" - 3:31
4. "Souvenir" - 3:34
5. "Joan of Arc" - 3:47
6. "Maid of Orleans" - 4:09
7. "Talking Loud and Clear" - 3:53

strona 2
1. "Tesla Girls" - 3:33
2. "Locomotion" - 3:53
3. "So in Love" - 3:28
4. "Secret" - 3:56
5. "If You Leave" - 4:28
6. "(Forever) Live and Die" - 3:34
7. "Dreaming" - 3:54

### płyta kompaktowa,minidysk,digital compact cassette
1. "Electricity" - 3:30
2. "Messages" - 4:44
3. "Enola Gay" - 3:31
4. "Souvenir" - 3:34
5. "Joan of Arc" - 3:47
6. "Maid of Orleans" - 4:09
7. "Talking Loud and Clear" - 3:53
8. "Tesla Girls" - 3:33
9. "Locomotion" - 3:53
10. "So in Love" - 3:28
11. "Secret" - 3:56
12. "If You Leave" - 4:28
13. "(Forever) Live and Die" - 3:34
14. "Dreaming" - 3:54

### kaseta VHS
1. "Electricity"
2. "Messages"
3. "Enola Gay"
4. "Souvenir"
5. "Maid of Orleans"
6. "Talking Loud and Clear"
7. "Tesla Girls"
8. "Locomotion"
9. "So in Love"
10. "Secret"
11. "If You Leave"
12. "(Forever) Live and Die"
13. "Dreaming"
14. "Telegraph"
15. "We Love You"
16. "La Femme Accident"

## Inne
- "Electricity" i "Dreaming" były wyprodukowane przez OMD.
- "Messages", "Enola Gay" i "Souvenir" były wyprodukowane przez OMD i Mike'a Howletta.
- "Joan of Arc" i "Maid of Orleans" były wyprodukowane przez OMD i Richarda Manwaringa.
- "Telegraph" i "Genetic Engineering" były wyprodukowane przez OMD i Rhetta Daviesa.
- "Tesla Girls", "Locomotion" i "Talking Loud and Clear" były wyprodukowane przez OMD i Briana Tencha.
- "So in Love", "Secret", "(Forever) Live and Die", "We Love You" i "La Femme Accident" wyprodukował Stephen Hague.
- "If You Leave" był wyprodukowany przez OMD i Toma Lorda Alge'a.